# Polycyathus andamanicus
Polycyathus andamanicus is een rifkoralensoort uit de familie van de Caryophylliidae. De wetenschappelijke naam van de soort is voor het eerst geldig gepubliceerd in 1893 door Alcock.